# Butler (Nowy Jork)
Butler – miasto w Stanach Zjednoczonych, w stanie Nowy Jork, w hrabstwie Wayne.